# 前進，天空塔！
《前進，天空塔！》（英語：Forward To The Sky）是由臺灣獨立遊戲製作團隊愛莉姆遊戲（Animu Game）製作的解謎、動作遊戲，在2015年1月底於Steam平台上架發行。

## 遊戲機制
具有解謎以及動作要素，各章節皆有不同主題的解謎式關卡。操作簡單，以鍵盤WSAD控制方向、左/右滑鼠鍵負責兩種不同的攻擊方式、Shift鍵閃避、空白鍵作跳躍。各關卡都能從擊倒的敵人或石像中取得水晶，累計一定的量就能拼湊出故事架構。

## 情節
共有六章節，以巨大天空塔為舞台，女騎士乘著巨大熱汽球，去討伐在高塔的水晶魔女，以及解開其藏在背後的謎底。

## 製作
此遊戲是由台灣獨立遊戲製作團隊Animu Games第一款作品，風格採日系風，耗時近兩年時間開發，在2015年1月底正式上架Steam。

## 外部連結
- 官方网站